# Ulolonche niveiguttata
Ulolonche niveiguttata là một loài bướm đêm trong họ Noctuidae.